# 가쿠촌
가쿠촌(賀来村)은 오이타현 오이타군에 있던 촌이다. 현재의 오이타시에 해당한다.